# Ivan Vasiliev
Pour les articles homonymes, voir Vassiliev.
Ivan Vasiliev, né le 7 septembre 1984 à Kostroma en Russie, est un triathlète professionnel. Il remporte le championnat d'Europe de triathlon en 2013 à Alanya en Turquie.

## Palmarès
Le tableau présente les résultats les plus significatifs (podium) obtenus sur le circuit national et international de triathlon depuis 2003,.
| Année | Compétition                                | Pays    | Position | Temps           |
| ----- | ------------------------------------------ | ------- | -------- | --------------- |
| 2013  | Championnat d'Europe                       | Turquie |          | 1 h 42 min 9 s  |
| 2013  | WTS Madrid                                 | Espagne |          | 1 h 52 min 2 s  |
| 2012  | Championnat d'Europe                       | Israël  |          | 1 h 56 min 42 s |
| 2012  | Coupe d'Europe - l'étape d'Alanya          | Turquie |          | 1 h 43 min 21 s |
| 2011  | Coupe d'Europe - l'étape d'Alanya          | Turquie |          | 1 h 46 min 0 s  |
| 2010  | Championnat de Russie                      | Russie  |          | Timing          |
| 2009  | Coupe du monde - l'étape d'Ishigaki        | Japon   |          | 1 h 49 min 1 s  |
| 2008  | Coupe du monde - Classement Général        |         |          |                 |
| 2008  | Coupe du monde - l'étape de Madrid         | Espagne |          | 1 h 56 min 44 s |
| 2008  | Coupe du monde - l'étape d'Ishigaki        | Japon   |          | 1 h 51 min 32 s |
| 2008  | Coupe d'Europe - l'étape d'Alanya          | Turquie |          | 1 h 51 min 3 s  |
| 2008  | Championnat de Russie                      | Russie  |          | Timing          |
| 2003  | Coupe du monde - l'étape de Rio de Janeiro | Brésil  |          | 1 h 47 min 17 s |